# Weingut Zur Schwane
Das Weingut Zur Schwane ist ein mehrfach prämiertes Weingut im Weinanbaugebiet Franken. Das Gut befindet sich am Rande der unterfränkischen Stadt Volkach. Neben dem Weingut wird in historischen Räumlichkeiten inmitten der Volkacher Altstadt ein Gasthof betrieben.

## Geschichte
Das Gasthaus Zur Schwane wurde bereits im Jahr 1404 erwähnt, damals wurde es von der namensgebenden Familie Schwan betrieben. Im Jahr 1733 erhielt das Haus von der Stadt Volkach das Recht, eigenes Bier zu brauen, zuvor war dieses Privileg über Jahrhunderte vorenthalten worden. Noch im Jahr 1934 war Michael Stephan, der Wirt, gelernter Braumeister. Nach dem Tod ihres Mannes bewirtschaftete Agnes Stephan das Gasthaus noch einige Zeit selbst, ehe sie es 1935 verkaufte.
Neue Besitzer wurde Josef Maria Pfaff II. und seine Frau Maria. Pfaff war Weinbauer und begann erstmals unter dem Namen „Zur Schwane“ auch mit dem Weinanbau. Bereits 1937 kam das Weingut in die Hände von Petra und Michael Pfaff. Im Jahr 1993 wurde das Gut prämiert und war fortan Teil des Verbands Deutscher Prädikatsweingüter (VDP). 1997 folgten Eva Pfaff-Düker und Ralph Düker als neue Besitzer des Weingutes. Im Jahr 2000 wurde der Betrieb weit in den Außenbereich von Volkach ausgesiedelt. die neuen Gebäude mit einer Nutzfläche von 1300 m² und einem Bruttorauminhalt von 8.000 m³ erhielten eine Auszeichnung bei Architektouren 2003.

## Weine und Brände
Zunächst lagen die Weingärten nur auf der Lage Volkacher Ratsherr, die um die Weinstadt angeordnet waren. In späteren Jahren erwarb man auch Grundstücke in der traditionellen Spitzenweinlage Escherndorfer Lump. Heute umfasst das Weingut eine Rebfläche von 27 ha. Es werden verschiedene Weinsorten angebaut. Das Sortiment umfasst insbesondere Silvaner (>50 %), Riesling, Weiß- und Spätburgunder, Müller-Thurgau und Bacchus.
Eine Besonderheit des Weingutes stellt die Obstbrennerei dar. Das Gut war Gründungsmitglied der Rosenhut-Vereinigung Fränkischer Edelbrenner e. V. Die Früchte für die Brände werden auf Streuobstwiesen in der näheren Umgebung Volkachs angebaut. Das Weingut Zur Schwane baut Zwetschgen, Mirabellen, Quitten und Williams-Christ-Birnen an, die zu unterschiedlichen Bränden verarbeitet werden.

## Auszeichnungen
- 2 Sterne Eichelmann Weinführer 2022[2]